# (8251) Isogai
(8251) Isogai (1980 VA) – planetoida z grupy przecinających orbitę Marsa okrążająca Słońce w ciągu 3,39 lat w średniej odległości 2,25 au. Odkryta 8 listopada 1980 roku.